# بيت شبانة (نهم)

تعديل مصدري - تعديل

بيت شبانة هي إحدى قرى عزلة الحنشات بمديرية نهم التابعة لمحافظة صنعاء، بلغ تعداد سكانها 400 نسمة حسب تعداد اليمن لعام 2004.